# Samiakon Vima
Die griechische Zeitung Samiakon Vima (griechisch Σαμιακόν Βήμα) ist die größte Zeitung auf der Insel Samos und Nachfolgerin der älteren Zeitung SAMOS.
Mit einer Geschichte, die in das Jahr 1916 zurückgeht, ist Samiakon Vima die traditionsreichste Zeitung der Insel.
Heute wird sie in einer Druckerei in der Stadt Samos gedruckt, umfasst 16 großformatige Seiten, erscheint jeden Montag (50 Ausgaben pro Jahr) mit einer durchschnittlichen Auflage von über 3000 Exemplaren.